# Closin' In
Pour plus de détails, voir Fiche technique et Distribution.
Closin' In est un film américain réalisé par James McLaughlin, sorti en 1918.

## Synopsis
Lorsque Jack Brandon apprend que M. Carlton, le président de la banque dans laquelle il travaille, a détourné de l'argent, il accepte d'en prendre la responsabilité car il croit qu'il ne lui reste plus qu'un an à vivre. Il se rend alors au Canada dans les Territoires du Nord-Ouest. Là-bas il apprend que sa santé est bonne finalement et il rejoint la Police montée. Il découvre de l'or dans la parcelle de terrain qu'il habite. Lorsque les enfants de Carlton, Barbara et Burt, arrivent dans la région pour participer à la ruée vers l'or, Burt accuse Jack du vol et ce dernier doit alors quitter la police. Barbara se marie avec Jules La Roche, un homme riche qui a abandonné sa femme, mais elle est recueillie par Jack lorsqu'elle découvre que son mari est bigame. Carlton, sur son lit de mort, envoie un télégramme disculpant Jack. Un Indian tue La Roche, permettant à Jack d'épouser Barbara. 

## Fiche technique
- Titre original : Closin' In
- Réalisation : James McLaughlin
- Scénario : George Elwood Jenks, d'après une histoire de Joseph F. Poland
- Photographie : Steve Norton
- Société de production : Triangle Film Corporation
- Société de distribution : Triangle Distributing Corporation
- Pays d'origine :  États-Unis
- Langue originale : anglais
- Format : noir et blanc — 35 mm — 1,37:1 — Film muet
- Genre : drame
- Durée : 50 minutes (5 bobines)
- Dates de sortie :  États-Unis : 23 juin 1918
- Licence : Domaine public

## Distribution
- William Desmond : Jack Brandon
- Maude Wayne : Barbara Carlton
- George C. Pearce (en) : M. Carlton
- Darrell Foss : Burt Carlton
- Alberta Lee : Mme Carlton
- Louis Durham : Jules La Roche
- Robert P. Thompson : Sergent Barry
- Graham Pettie : "Sour Dough" Green
- Claire McDowell